# Breckenridge (Texas)
Pour les articles homonymes, voir Breckenridge.
La ville de Breckenridge est le siège du comté de Stephens, dans l’État du Texas, aux États-Unis. Lors du recensement de 2010, elle comptait 5 780 habitants.

## Démographie
| Groupe            | Breckenridge | Texas | États-Unis |
| ----------------- | ------------ | ----- | ---------- |
| Blancs            | 81,3         | 70,4  | 72,4       |
| Autres            | 13,4         | 10,6  | 6,4        |
| Métis             | 2,3          | 2,7   | 2,9        |
| Afro-Américains   | 2,2          | 11,9  | 12,6       |
| Amérindiens       | 0,6          | 0,7   | 0,9        |
| Asiatiques        | 0,3          | 3,8   | 4,8        |
| Total             | 100          | 100   | 100        |
|                   |              |       |            |
| Latino-Américains | 28,1         | 37,6  | 16,7       |

Selon l'American Community Survey, pour la période 2011-2015, 77,83 % de la population âgée de plus de 5 ans déclare parler l'anglais à la maison, 21,76 % l'espagnol et 0,41 % le tagalog.

## Personnalité
Dean Smith, athlète spécialiste du sprint (champion olympique) et cascadeur, est né à Breckenridge en 1932.

## Source
- (en) Cet article est partiellement ou en totalité issu de l’article de Wikipédia en anglais intitulé « Breckenridge, Texas » (voir la liste des auteurs).

1. ↑  (en) « Breckenridge, TX Population - Census 2010 and 2000 », sur censusviewer.com.
2. ↑  (en) « Population of Texas - Census 2010 and 2000 », sur censusviewer.com.
3. ↑  (en) « Language spoken at home by ability to speak English for the population 5 years and over », sur factfinder.census.gov.